# Колма
Колма (на английски: Colma) е град в окръг Сан Матео, района на залива на Сан Франциско, щата Калифорния, САЩ.
По голямата част от земята на Колма е отделена за гробища. Има седемнайсет гробища за хора и едно за животни (домашни любимци). Мъртвите са повече от живите в съотношение няколко десетки хиляди към един.

## Население
Колма е с население от 1191 души (2000).

## География
Общата площ на Колма е 4,90 км2 (1,90 мили2).

## Съседни градове
- Дейли Сити (на север)
- Южен Сан Франциско (на юг)
- Пасифика (на юг)